# Euchalcia augusta
Euchalcia augusta là một loài bướm đêm trong họ Noctuidae.